# HP 200LX

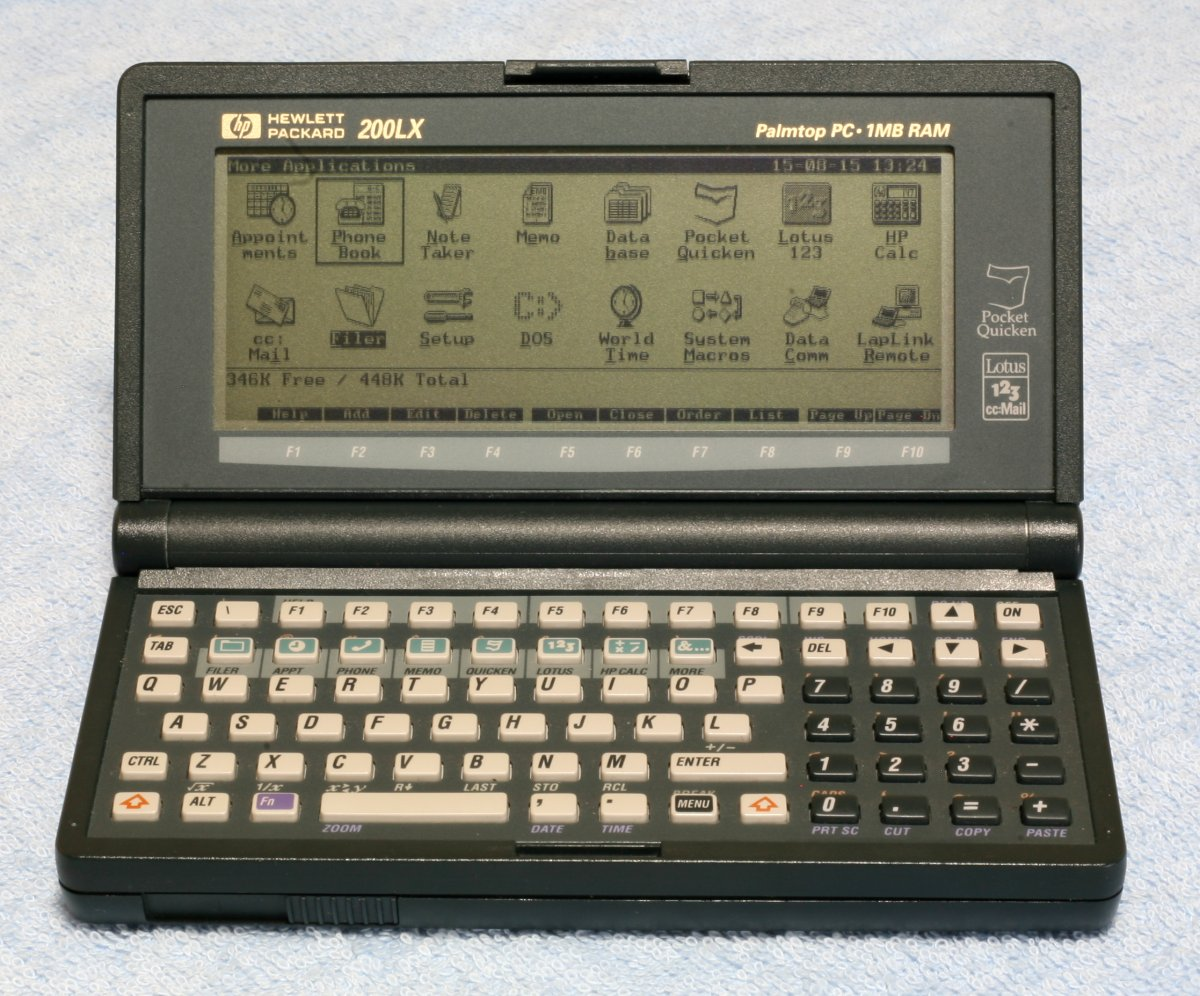
HP 200LX aberto.

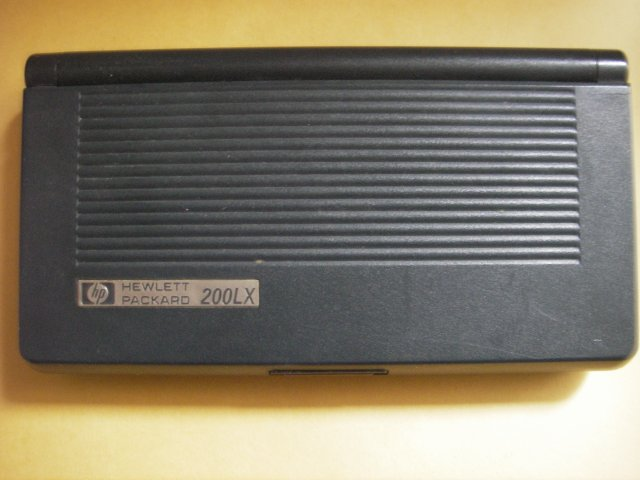
HP 200LX fechado.

O PC Palmtop HP 200LX (F1060A, F1061A, F1216A), também conhecido como projeto Felix, é um assistente digital pessoal introduzido pela Hewlett-Packard em agosto de 1994.  Frequentemente ele era chamado de Palmtop PC, e era notável que foi, com algumas pequenas exceções, um computador compatível com o MS-DOS em um formato palmtop, completo com uma tela gráfica monocromática, teclado QWERTY, porta serial e slot de expansão PCMCIA.

## Uso atual
Embora esta linha de produtos tenha sido descontinuada pela HP, a fim de apresentar sua linha de produtos Windows CE (começando com a HP 300LX), um forte interesse por esse hardware continuou. Foi o último palmtop da HP que executou o sistema operacional MS-DOS, para o qual há muitos softwares de desktop, e ele veio com um pacote útil de software, incluindo o Lotus 1-2-3 e o Quicken.  Em comparação com máquinas com sistemas operacionais baseados no Windows, como o CE, os programas em DOS são mais compactos e eficientes, muitos programas de aplicativos podem ser carregados de uma só vez.
Upgrades, reparos e renovações de terceiros estão disponíveis para manter e estender o dispositivo.

## Problemas comuns
- Um problema comum com o gabinete HP 200LX está relacionado ao topo do gabinete moldado injetado.  A combinação da dobradiça direita à caixa teve fluxo insuficiente no processo, resultando na formação de uma rachadura que se propaga pela articulação sob tensão, causando falha.  Isso pode ser reforçado e reparado usando super cola, entre outros métodos.
- Outra fraqueza do design é a falha da trava de abertura do gabinete.  Esse problema pode ser facilmente reparado colocando-se uma fatia fina de borracha dentro da trava como uma "mola".
- Somente baterias recarregáveis AA de alta qualidade devem ser usadas no HP 200LX, pois vazamentos de bateria podem destruir o cabo do LCD.
- Modelos envelhecidos podem perder colunas de pixels da tela. Isso é causado pelo desprendimento de um ou mais pinos de um dos chips SMD no próprio display.  Em muitos casos, isso pode ser reparado pelo refluxo (resoldagem) dos pinos no chip incorreto, seja com uma ferramenta de refluxo SMD, ou um ferro de solda com uma ponta muito fina (0,2 mm).
- Sob uso pesado, a barra de espaço e a barra de entrada podem se soltar.  Isso requer substituição do teclado.
- O teclado se conecta à placa principal por meio de uma "fita" que possui almofadas de grafite que fazem contato físico com as almofadas de ouro na placa principal. Teclas sem resposta ocorrem quando essa conexão fica fraca. Isso pode ser corrigido aplicando tinta condutora prateada (como de uma caneta de circuito) em cada bloco de grafite na "fita".  Este é um trabalho delicado, e colocar o HP 200LX de volta após a desmontagem pode ser problemático para aqueles que têm pouca experiência com reparo eletrônico. No entanto, a tinta prateada condutora irá resolver completamente o problema se aplicada com cuidado.

## Exceções à  compatibilidade em 100% com o IBM PC
- O conversor digital-analógico do HP 100LX / HP 200LX não pode reproduzir tons de áudio; Em vez disso, monitora a vida útil da bateria e o carregamento.
- O dispositivo não fornece o serviço de BIOS (INT 13h) para leitura de um disco rígido. Drivers foram parcialmente escritos para este propósito (para inicializar o MINIX 2.0).

## Outras notas
- O HP 200LX foi usado a bordo do onibus espacial Discovery OV103 na missão STS-95 (a última missão do senador John Glenn) em um experimento de Nariz eletrônico (E-Nose) (o dispositivo foi desenvolvido em conjunto pelo Laboratório de Propulsão a Jato (JPL) e o Instituto de Tecnologia da California (Caltech)). O experimento, administrado pelo Dr. Dan Karmon do JPL, foi bem-sucedido.
- O HP 200LX pode reproduzir arquivos de vídeo e som[4] usando o software de Tetsushi Yamamoto em qualidade relativamente baixa. Também é capaz de gravar som, embora seja, novamente, em qualidade relativamente baixa. Não há placa de som PCMCIA compatível conhecida para o HP 200LX.

## Easter eggs
Existem muitos easter eggs embutidos no HP 200LX. Os conhecidos estão listados da seguinte forma:

### Galeria oculta
Este easter egg está no HP 200LX no jogo "Lair of Squid". Durante a tela de inicialização do jogo, se o usuário digitar a palavra "gallery" ("gallerie" em um palmtop francês; "siegergalerie" em um palmtop alemão; "galeria" em um palmtop espanhol) ele / ela será colocado em uma "parte" do labirinto que contém fotografias dos principais desenvolvedores de software que trabalharam no HP 200LX. O usuário pode sair desta galeria saindo pela porta no final do corredor. Os desenvolvedores de software nas fotografias são listados a partir da esquerda para a direita, depois da esquerda para a direita e assim por diante:
- Andy Gryc
- Pat Megowan
- Everett Kaser
- Bill Johnson
- Lynn Winter
- Susan Wechsler
- Eric Evett

O último painel à direita do corredor contém uma mensagem de agradecimento:
| “ | Very special thanks to all the people in HP and all the companies that made this palm-top possible. The Felix S/W team | " |

Tradução:
| “ | Agradecimentos muito especiais a todas as pessoas da HP e a todas as empresas que tornaram este palm-top possível. A equipe Felix S / W | " |

### Poema de autoteste 1
Este easter egg está no modo de teste automático HP 200LX. Com o palmtop desligado, o usuário pode pressionar [ESC] [ON] para iniciar o modo de autoteste e, em seguida, passar para a opção de exibição. Ao pressionar [ENTER] 14 vezes, para percorrer as várias telas, o usuário chega a uma tela de texto de exemplo na forma de um poema de Limerick.  O poema é o seguinte:
| “ | There once was this thing from HP That fit in your pocket, you see. A caveman would stare And pull out his hair And wonder, 'What could this thing be?' | " |

Tradução:
| “ | Era uma vez essa coisa da HP Isso cabe no seu bolso, você vê. Um homem das cavernas olharia E puxe o cabelo dele E me pergunto: 'O que poderia ser essa coisa?' | " |

### Poema de autoteste 2
Este easter egg está no modo de teste automático HP 200LX. Com o palmtop desligado, o usuário pode pressionar [ESC] [ON] para iniciar o modo de autoteste e, em seguida, passar para a opção de exibição.  Pressionando [CTRL] [ENTER], mantendo pressionado [ALT] enquanto pressiona [ENTER] 13 vezes, o usuário chega a um poema enigmático, relacionado aos problemas de negócios enfrentados pela equipe de desenvolvimento de software. O poema é o seguinte:
| “ | Felis Concolor A funny thing happened on the way to the Forum When I encountered a group in search of a quorum. They came from a city, The Burg On The Wire. If I tried to describe it you'd call me a liar. They wanted to charge me a really quite large fee For the dubious pleasure of sharing their treasure. "I'm a very Good man (Mark my words if you can)," "But, the Dickens, I say, I simply won't pay!" And with poetry, then, I proceeded to bore 'em Then proceeded myself on my way to the Forum. | " |

Tradução:
| “ | Felis Concolor Uma coisa engraçada aconteceu no caminho para o Fórum Quando encontrei um grupo em busca de um quórum. Eles vieram de uma cidade, The Burg On The Wire. Se eu tentasse descrevê-lo, você me chamaria de mentiroso. Eles queriam me cobrar uma taxa muito grande Pelo prazer duvidoso de compartilhar seu tesouro. "Eu sou um homem muito bom (Marque minhas palavras, se puder)" "Mas, o Dickens, eu digo, simplesmente não vou pagar!" E com a poesia, então, comecei a aborrecê-los Então prossegui a caminho do Fórum. | " |

### Poema de autoteste 3
Este easter egg está no modo de teste automático HP 200LX. Com o palmtop desligado, o usuário pode pressionar [ESC] [ON] para iniciar o modo de autoteste e, em seguida, passar para a opção de exibição. Pressionando [CTRL] [ENTER], mantendo pressionado [SHIFT] enquanto pressiona [ENTER] 13 vezes, o usuário chega a um poema alegórico, sobre a história e o futuro dos palmtops HP LX. O poema é o seguinte (note que os nomes de projeto para HP 95LX, HP 100LX e HP 200LX são 'Jaguar', 'Cougar' e 'Felix' respectivamente, e que 'Felix' foi o primeiro LX a incluir o Quicken):
| “ | Nine lives has a Cat, and each Cat a name, All of them different, none are the same. Jaguar was first, it made quite a roar. Cougar was next, oh, how it did soar. Felix is third, my heart it does quicken, Who knows what comes next, the clock is a tickin'. | " |

Tradução:
| “ | Nove vidas tem um felino, e cada felino um nome, Todos diferentes, nenhum é o mesmo. Jaguar foi o primeiro, fez um grande rugido. Puma foi o próximo, oh, como foi voar. Gato está em terceiro, meu coração se acelera, Quem sabe o que vem a seguir, o relógio está correndo. | " |

### Ajuda oculta ao desenvolvimento em 'More Applications'
Este easter egg está no System Manager da HP 200LX. Este 'easter egg' é provavelmente mais uma ferramenta de desenvolvimento do que um easter egg, mas, em qualquer caso, o usuário pode exibir a função pressionando primeiro a tecla [& ...] azul para iniciar 'More Applications'. O usuário pode então pressionar [ALT] enquanto pressiona [F9] 4 vezes, seguido por [F10] uma vez. Enquanto a tecla [ALT] estiver pressionada, o usuário observará colunas de dados sobre programas compatíveis com o System Manager (.EXM) registrados no System Manager, juntamente com outras informações de programa arcano.

### Calculadora hexadecimal escondida
O HP 200LX inclui um aplicativo de calculadora não documentado chamado HEXCALC, escrito por Andrew Gryc. Ele fornece operações aritméticas e lógicas em sistema binário, octal, decimal e hexadecimal. O utilitário pode ser adicionado ao menu de aplicativos por uma entrada com os seguintes campos:
- Nome: He&x Calc
- Diretório: D:\BIN\HEXCALC.EXM